# Neon (empresa)
Neon (estilizado como NEON) es una empresa cinematográfica estadounidense fundada por Tom Quinn y Tim League en 2017. Está especializada en la distribución de películas, siendo la responsable de distribuir cintas como I, Tonya, Border y Parásitos en Estados Unidos. En septiembre de 2017, la compañía se asoció con Blumhouse Productions para administrar BH Tilt.

## Historia
Durante la 4ª Cumbre Anual de Zurich, Tom Quinn comentó sobre la intención de la empresa de lanzar títulos que atraigan a audiencias jóvenes que "tengan menos de 45 años, que no tienen aversión a la violencia, ni a las lenguas extranjeras ni a la no ficción".
En septiembre de 2017, la empresa se asoció con Blumhouse Productions para gestionar BH Tilt. En 2019, una participación mayoritaria de Neon se vendió a 30West, la rama de riesgo de medios de "The Friedkin Group".
En febrero de 2021, Bleecker Street se asoció con Neon para lanzar la empresa conjunta de distribución de entretenimiento en el hogar Decal, que es una operación independiente de servicio completo que maneja acuerdos de distribución de los derechos de entretenimiento en el hogar de las funciones de Neon y Bleecker Street. La primera película que se distribuyó a través de Decal fue el estreno de Bleecker Street, Supernova, en el invierno de 2021. Además, Decal adquirió los derechos de distribución en Norteamérica de la película de terror sudafricana Gaia para su estreno en cines en verano, lo que marca su primera adquisición.
Andrew Brown (copresidente de Decal) supervisó el lanzamiento de la división de entretenimiento en el hogar de Neon. En 2022, Brown fue ascendido a "Presidente de Distribución Digital". El ejecutivo, que se ha desempeñado como "VP senior de estrategia, marketing y distribución digital" de Neon desde 2017, también administra la biblioteca de Neon y supervisa la caja de DVD anual de FYC y el portal digital directo al consumidor "Neon Cinema". Antes de la empresa conjunta, Universal Pictures Home Entertainment, así como The Criterion Collection y Well Go USA Entertainment, distribuyeron varias películas de Neon en vídeo doméstico.

## Filmografía

### Estrenadas
| Año  | Película                                        | Director                                             | Notas |
| ---- | ----------------------------------------------- | ---------------------------------------------------- | --- |
| 2017 | Colossal                                        | Nacho Vigalondo                                      | |
| 2017 | Risk                                            | Laura Poitras                                        | |
| 2017 | The Bad Batch                                   | Ana Lily Amirpour                                    | |
| 2017 | The B-Side: Elsa Dorfman's Portrait Photography | Errol Morris                                         | |
| 2017 | Ingrid Goes West                                | Matt Spicer                                          | |
| 2017 | Beach Rats                                      | Eliza Hittman                                        | |
| 2017 | I, Tonya                                        | Craig Gillespie                                      | Nominada - Premio de la Crítica Cinematográfica a la mejor comedia Nominada - Globo de Oro a la mejor película - Comedia o musical |
| 2018 | Gemini                                          | Aaron Katz                                           | |
| 2018 | Borg vs McEnroe                                 | Janus Metz Pedersen                                  | |
| 2018 | Revenge                                         | Coralie Fargeat                                      | |
| 2018 | Three Identical Strangers                       | Tim Wardle                                           | Nominada - Premio BAFTA al mejor documental Nominada - Premio de la Crítica Cinematográfica al mejor documental |
| 2018 | Sharp Edges                                     | Sandra Luckow                                        | |
| 2018 | Assassination Nation                            | Sam Levinson                                         | |
| 2018 | Monsters and Men                                | Reinaldo Marcus Green                                | |
| 2018 | Border                                          | Ali Abbasi                                           | Nominada - Premio del Cine Europeo a la mejor película europea Nominada - Premio Goya a la mejor película europea |
| 2018 | Bodied                                          | Joseph Kahn                                          | |
| 2018 | Vox Lux                                         | Brady Corbet                                         | |
| 2019 | Apollo 11                                       | Todd Douglas Miller                                  | Premio de la Crítica Cinematográfica al mejor documental |
| 2019 | The Beach Bum                                   | Harmony Korine                                       | |
| 2019 | Amazing Grace                                   | Sydney Pollack                                       | |
| 2019 | Little Woods                                    | Nia DaCosta                                          | |
| 2019 | The Biggest Little Farm                         | John Chester                                         | |
| 2019 | This One's for the Ladies                       | Gene Graham                                          | |
| 2019 | Wild Rose                                       | Tom Harper                                           | |
| 2019 | Honeyland                                       | Tamara Kotevska y Ljubomir Stefanov                  | Nominada - Premio Óscar al mejor largometraje documental Nominada - Premio Óscar a la mejor película internacional |
| 2019 | Luce                                            | Julius Onah                                          | |
| 2019 | Monos                                           | Alejandro Landes                                     | Nominada - Premio Goya a la mejor película iberoamericana |
| 2019 | Little Monsters                                 | Abe Forsythe                                         | |
| 2019 | Parásitos                                       | Bong Joon-ho                                         | Premio Óscar a la mejor película Premio Óscar a la mejor película internacional Premio BAFTA a la mejor película de habla no inglesa British Independent Film Award a la mejor película extranjera Premio de la Crítica Cinematográfica a la mejor película de habla no inglesa Globo de Oro a la mejor película en lengua no inglesa Independent Spirit Award a la mejor película extranjera Palma de Oro                                                                 |
| 2019 | Retrato de una mujer en llamas                  | Céline Sciamma                                       | Nominada - Premio BAFTA a la mejor película de habla no inglesa Nominada - British Independent Film Award a la mejor película extranjera Nominada - Premio de la Crítica Cinematográfica a la mejor película de habla no inglesa Nominada - Premio Globo de Oro a la mejor película en lengua no inglesa Nominada - Premio César a la mejor película Nominada - Premio Goya a la mejor película europea Nominada - Independent Spirit Award a la mejor película extranjera |
| 2019 | Clemency                                        | Chinonye Chukwu                                      | Nominada - Independent Spirit Award a la mejor película |
| 2020 | The Lodge                                       | Veronika Franz y Severin Fiala                       | |
| 2020 | Big Time Adolescence                            | Jason Orley                                          | |
| 2020 | Spaceship Earth                                 | Matt Wolf                                            | |
| 2020 | The Painter and the Thief                       | Benjamin Lee                                         | |
| 2020 | Shirley                                         | Josephine Decker                                     | |
| 2020 | Palm Springs                                    | Max Barbakow                                         | |
| 2020 | She Dies Tomorrow                               | Amy Seimetz                                          | |
| 2020 | Possessor                                       | Brandon Cronenberg                                   | |
| 2020 | Totally Under Control                           | Alex Gibney, Ophelia Harutyunyan y Suzanne Hillinger | |
| 2020 | Bad Hair                                        | Justin Simien                                        | |
| 2020 | Ammonite                                        | Francis Lee                                          | |
| 2021 | Dear Comrades!                                  | Andréi Konchalovski                                  | |
| 2021 | Memoria (película)                              | Apichatpong Weerasethakul                            | |
| 2021 | Billie Eilish: The World's a Little Blurry      | R. J. Cutler                                         | |
| 2021 | La Nuit des rois                                | Philippe Lacôte                                      | |
| 2021 | Gunda                                           | Viktor Kossakovsky                                   | |
| 2021 | In the Earth                                    | Ben Wheatley                                         | |
| 2021 | The Killing of Two Lovers                       | Robert Machoian                                      | |
| 2021 | Nuevo orden                                     | Michel Franco                                        | |
| 2021 | Pig                                             | Michael Sarnoski                                     | |
| 2021 | Ailey                                           | Jamila Wignot                                        | |
| 2022 | Sanctuary                                       | Zachary Wigon                                        | |
| 2023 | Robots                                          | Casper Christensen y Anthony Hines                   | |
| 2023 | Eileen                                          | William Oldroyd                                      | |
| 2023 | La chimera                                      | Alice Rohrwacher                                     | |
| 2023 | Origin                                          | Ava DuVernay                                         | |
| 2023 | Ferrari                                         | Michael Mann                                         | |
| 2024 | Self Reliance                                   | Jake Johnson                                         | |
| 2024 | Immaculate                                      | Michael Mohan                                        | |
| 2024 | Stress Positions                                | Theda Hammel                                         | |
| 2024 | Babes                                           | Pamela Adlon                                         | |
| 2024 | Handling the Undead                             | Thea Hvistendahl                                     | |
| 2024 | Longlegs                                        | Oz Perkins                                           | |
| 2024 | Mothers' Instinct                               |                                                      | |

### En desarrollo
| Año  | Película             | Director          | Notas         |
| ---- | -------------------- | ----------------- | ------------- |
| 2024 | Seeking Mavis Beacon | Jazmin Jones      | Posproducción |
| 2024 | Anora                | Sean Baker        | Posproducción |
| 2024 | Presence             | Steven Sodenbergh | Posproducción |
| 2025 | The Monkey           | Osgood Perkins    | Posproducción |